# Tommy Atkins in the Park
Tommy Atkins in the Park je britský němý film z roku 1898. Režisérem je Robert W. Paul (1869–1943). Film je remakem snímku The Soldier's Courtship Alfreda Moula z roku 1896.

## Děj
Voják se na lavičce v parku dvoří před služebnicí. Vyruší je stará paní, která si za nimi sedne na lavičku a usne. Oba se jí neúspěšně pokusí odsunout. Vojáka nakonec napadne lavičku převrátit, čímž bába spadne na zem. Pár se tomu směje a babiznu probudí. Ta vysmátému vojákovi vyhrožuje, ale nakonec odchází.